# جام (سمنان)
جام (فارسی: جام) روستایی در دهستان حومه بخش مرکزی شهرستان سمنان واقع در استان سمنان ایران است. این روستا بر پایه سرشماری عمومی ۱۳۸۵ دارای ۵۶ خانوار و ۱۸۲ نفر جمعیت بوده است.گویش اهالی فارسی است و نژاد مردم آن آریایی است .دارای آب و هوای کوهپایه ای و بسیار عالی است.این روستا دارای مردمی بسیار خون‌گرم و مهمان‌نواز است.